# オルトン・エイブラハム
オルトン・エイブラハム（Alton Abraham、1927年5月5日 - 1999年6月6日）は、ジャズ・ミュージシャンのサン・ラのビジネス・マネージャーを務めたアフリカ系アメリカ人の社会起業家。

## 生い立ち
エイブラハムはシカゴで生まれ、1945年から1947年まで沖縄で米軍に勤務した。シカゴに戻った後、デュセーブル高等学校 (1947年から 1950年) とウィルソン短期大学で学び、1952年からはプロヴィデント病院にて診療放射線技師の資格を取得した。1951年に、エドワード・ヴァージル・アブナーの声楽アンサンブル、ナイツ・オブ・ミュージックで歌った。

## サン・ラとの関わり
1951年後半、エイブラハムはサン・ラに出会い、2人はすぐに古代史、神秘主義、数秘術、オカルト、科学に対する共通の関心を見出した。サン・ラと、弟のアーティス・A・エイブラハム（アニタ・A・エイブラハムの父、株式会社インフィニティの現社長）とともに、エル・サターン・レコードを共同設立した。サン・ラのビジネス・マネージャーとしての在職中、サン・ラに関連するオブジェクト、工芸品、文書、資料の大規模なコレクションを収集しており、それらはシカゴ大学のレーゲンシュタイン図書館にサン・ラに関するオルトン・エイブラハム・コレクションとして保存されている。